# Йоганн Ран
Йоганн Ран (нім. Johann Heinrich Rahn, лат. Rhonius) — швейцарський математик, який запровадив знак «÷» (обелюс) для ділення, разом зі знаком множення «∗» — він з'явився в його книзі «Teutsche Algebra» 1659 року.
Народився 10 березня 1622 у Цюриху в сім'ї Ганса Рана (1593—1669), в 1655—1669 роках колишнього мера Цюриха, і Урсули Ешер (1591—1663). Йоганн Ран також займав декілька посад в адміністрації Цюриха. У 1654 році в Цюрих прибув Джон Пелл, і Ран був його учнем до отримання посади глави графства Кібург в 1658 році. У 1659 році Ран оприлюднив «Teutsche Algebra» — першу роботу німецькою мовою, що описує алгебраїчні методи Франсуа Вієта та Рене Декарта. У 1668 році Томас Бренкер оприлюднив її англійський переклад, в роботі над цим виданням брав участь Джон Пелл. Ран оприлюднив роботу, присвячену завданням Діофанта, і дві роботи з оптики, які не дійшли до наших днів.

## Праці
- Johann H. Rahn. Teutsche Algebra. — 1659.